# NGC 952
NGC 952 je jedan do danas nepotvrđeni objekt u zviježđu Trokutu. Sva promatranja poslije nisu na tom položaju uočila nikakav objekt.

## Vanjske poveznice
- SEDS: NGC 0952
- (engleski) NASA/IPAC Extragalactic Database